# معركة جبل المناور
معركة جبل المناور معركة خاضها جيش التحرير الوطني الجزائري في جبل المناور شرق إقليم ولاية معسكر ضد المستعمرين الفرنسيين . وقعت في 5 سبتمبر 1957 

## موقع المعركة
جرت أحداث المعركة في منطقة جبل المناور الذي يعلو عن سطح البحر ب 697 م ويعتبر الفاصل الطبيعي بين المنطقتين الرابعة والسادسة من الولاية الخامسة التاريخية، توجد به مسجد تحت أرض الذي كان في الأصل مغارة وبقمته مقبرة قديمة للمسلمين. تتلقي عند هذا الجبل الحدود الإدارية المشتركة لبلديات وادي الأبطال، سيدي عبد الجبار،و المنور الواقعة في تراب ولاية معسكر، وسيدي محمد بن عودة التابعة لولاية غيليزان.

## أسباب المعركة
وحسب شهود عيان، فإن السبب المباشر للمعركة يعود إلى وشاية من أحد الأشخاص القاطن بالناحية، وكان المجاهدون قد غنموا في الكمين الذي نصبته كتيبة القائد شقال النعيمي “سي رضوان” ضد وحدة من قوات الإستعمار بعين فارس، مدفعا رشاشا من نوع ” 30 أمريكان” لكنه معطوب ثم إنسحبوا إلى دوار “أولاد علي” التابع لدائرة تغنيف، فبعث به “سي محمود” مع أحد المدنيين إلى هذا الشخص لإصلاحه فاستغل الفرصة وأبلغ القوات الإستعمارية الفرنسية، انتقاما لابيه الذي اعدمته الثورة فيما سبق، بمكان تواجد المجاهدين، فجمع المستعمر قواته، واستدعى وحدات مقاتلة من كل جهات غرب البلاد لمحاصرة المنطقة واحتواء جيش التحرير الوطني.

## الأحداث
عرف جبل المناور في الحدود مع المنطقة السادسة حصارا واشتباكا بين الجيش الفرنسي والمقاتلين ليومين كاملين. وجاء هذا الحصار بعد الكمين الذي نصبه الفدائيين بين معسكر وحاسيين في 01 سبتمبر1957والذي تكبد فيه العدو خسائر مادية وبشرية.مباشرة بعد هذه العملية بدء البحث عن الفدائيين في كل المناطق وفي يوم 05 سبتمبر تمكنت القوات الفرنسية من رصد المقاتلين بالجبل وقامت بمحاصرة الجبل بالقوات التي قدمت من مختلف المناطق العسكرية.سي الجيلالي بن عمار.غليزان.المحمدية.وهران وغيرها من مناطق الوطن مدعمة بمختلف أنواع الأسلحة من دبابات وقوات برية.الطائرات ويشرف على هذه العملية العقيد بيانيلي(pianilli).بينما كان يشرف على قوات الجنود سي رضوان مسؤول المنطقة الرابعة وسي مصطفى ممثل المنطقة السادسة. وبعد أن طوقت القوات الفرنسية الجبل وحاصرته بسبع سلاسل من القوات.وفي صباح يوم 06 سبتمبر بدات المعركة بهجوم القوات الفرنسية بطائرات مقنبلة الجبل بقنابل النابلم حتى الساعة الثانية مساء حيث توقفت الطائرات وبدا الهجوم السيري وهنا بدا سي رضوان المشرف على العمليات وبعد أن وجد الجيش الفرنسي صعوبة على اختراق الجبل اعيد القصف ثانية بالطائرات ثم اشتباك ثانية.

## الخسائر
وخلال هذه المعركة لم تنجُ إلا فصيلتين كان من ضمنهم المجاهد المدعو محمد الثنوي عبد الواحد سي علي حيث تمكنوا من الخروج من الحصار ونجوا.اما البقية فقد استشهدوا تحت القصف بينما خرج سي رضوان وتم نقله فيما بعد إلى دوار أولاد بوعزة استطاع المجاهدون القضاء على 650 عسكري فرنسي وإصابة عدد كبير منهم، وإسقاط 6 طائرات وإعطاب 17 أخرى، بينما استشهد 69 مجاهدا و10 مدنيين جزائريين، وأصيب 23 آخرين بجروح متفاوتة الخطورة، ومن بينهم القائد سي رضوان، لينسحب بقية المجاهدين والجرحى نحو جبال تيميكسي بشرق ولاية معسكر، أين توفي المجاهد سي رضوان.